# Kuifje in het land van de Sovjets

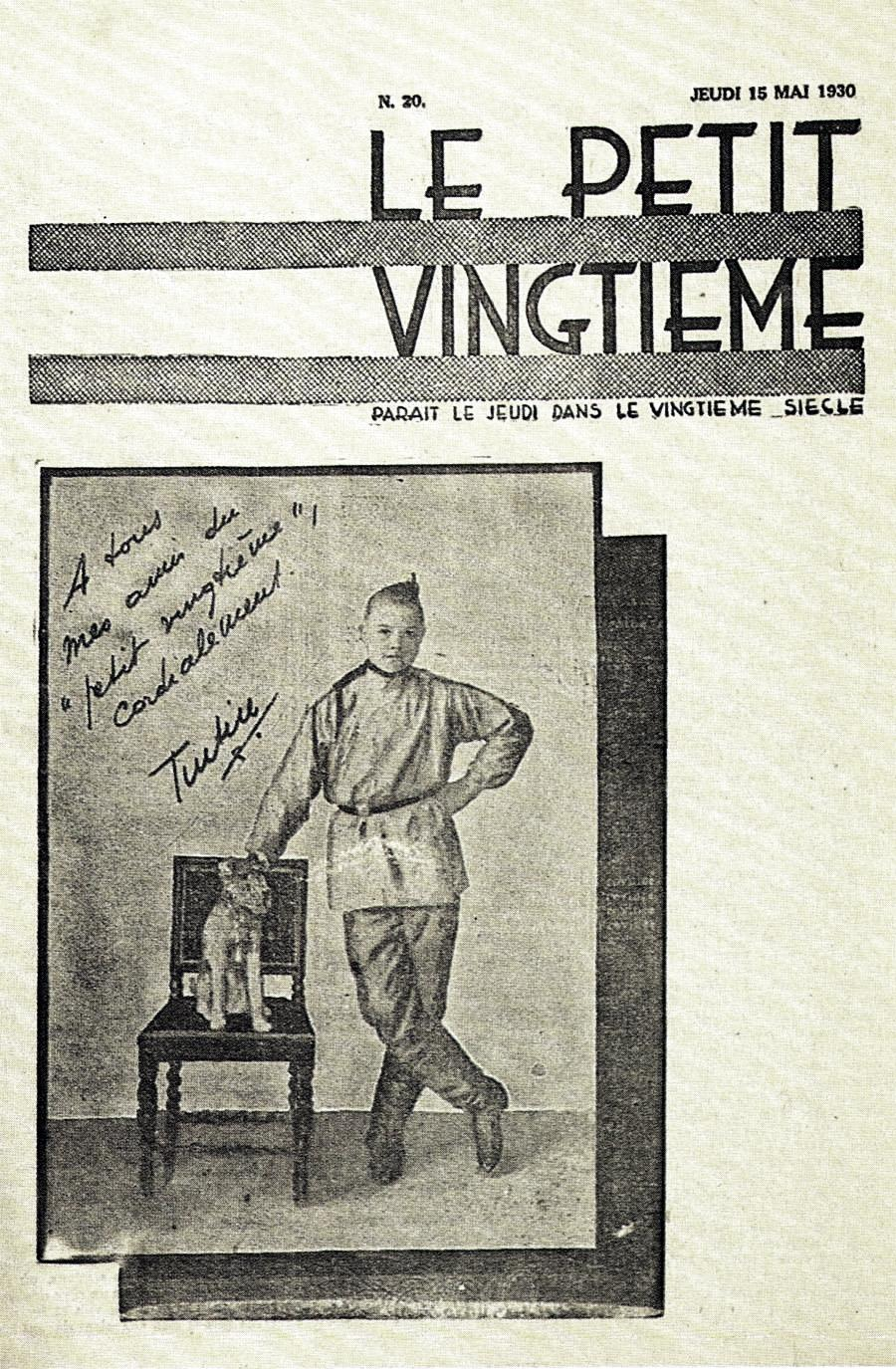
Omslag van Le Petit Vingtième van 15 mei 1930, waarop Kuifje - in de kledij uit het album - en Bobbie uitgebeeld worden.

Kuifje in het land van de Sovjets (originele Franstalige titel: Les Aventures de Tintin, reporter du Petit "Vingtième", au pays des Soviets) is het eerste verhaal uit de reeks Kuifje-strips van de Belgische tekenaar Hergé (1907-1983). Het eerste album, Franstalig, kwam uit in augustus 1930. Een officiële Nederlandse vertaling verscheen pas in 1975 onder de titel Kuifje in de Sovjet-Unie, in 1988 werd deze gewijzigd in de huidige titel.

## Bekende personages die geïntroduceerd worden
- Kuifje
- Bobbie

## Verhaal
Kuifje, verslaggever van Le Petit Vingtième, maakt met zijn hond Bobbie een journalistieke reis door de Sovjet-Unie. Onderweg, in Duitsland, wordt de trein echter opgeblazen door een Russische geheim agent, om te voorkomen dat Kuifje over de Sovjet-Unie zal publiceren. Kuifje overleeft, maar krijgt van de Duitse politie in Berlijn de schuld van de ramp. Kuifje ontsnapt echter met een politieauto en komt uiteindelijk in de Sovjet-Unie aan. Hier staat hij al snel bloot aan allerlei aanslagen door overheidsagenten.
Kuifje treft alle mogelijke narigheden van het "Arbeidersparadijs" aan. Bij de verkiezingen worden de stemgerechtigden met vuurwapens bedreigd, en straatkinderen krijgen alleen brood als ze verklaren communist te zijn. Buitenlandse communisten krijgen goedwerkende fabrieken te zien, die in werkelijkheid gewoon namaak zijn. Kuifje ontdekt dat de economie en voedselvoorzieningen in de Sovjet-Unie rampzalig zijn: er zijn ook grote graantekorten, die worden opgelost door graan van koelak-boeren te confisqueren. Kuifje, die is geïnfiltreerd in het Rode Leger, tracht dit te voorkomen, maar wordt betrapt en bijna geëxecuteerd. Hierna verdwaalt hij in de wildernis, waar hij een blokhut vol spoken ontdekt. De hut is bedoeld als afschrikmiddel, omdat eronder een geheime opslagplaats is vol rijkdommen, die volgens de bevelhebber door Lenin, Stalin en Trotski van het volk gestolen zijn.
Kuifje ontsnapt met een gestolen vliegtuig. Onderweg raakt het beschadigd en moet hij een nieuwe propeller uit een boom snijden. Hij landt uiteindelijk in Berlijn, waar hij wordt aangezien voor de winnaar van een vliegwedstrijd. Op het feest wordt hij stomdronken, waarop de geheime dienst hem weer gevangenneemt, om hem te dwingen voor hen te werken. Kuifje ontsnapt weer, en bij een volgende ontvoeringspoging neemt hij zijn aanvaller gevangen. De Duitse politie is daar zeer gelukkig mee, als blijkt dat de spion van plan was om in meerdere Europese hoofdsteden aanslagen te plegen. Hierna keert Kuifje terug naar Brussel, waar hem een grote ontvangst wacht.

## Achtergrond
Dit album speelt zich af tegen de achtergrond van de destijds nog betrekkelijk nieuwe Sovjet-Unie. Op 30 december 1928 had Hergé in tijdschrift le Sifflet twee ballonstrips gepubliceerd. Een ervan ging over een jongen met een hond. Abbé Wallez, zijn baas bij het jeugdblad Le Petit Vingtième, verordonneerde dat hij met twee personages die daarop leken een langer verhaal maakte. Wallez en hoofdredacteur Alfred Zwaenepoel beslissen dat het moet gaan over de Sovjet-Unie, als propaganda tegen het communisme.
Hergé baseerde zijn hele onderzoek op één boek, Moscou sans voiles. Neuf ans de travail au pays des soviets (Moskou zonder sluiers. Negen jaar arbeid in het land van de sovjets) van de voormalige Belgische consul in de Sovjet-Unie, Joseph Douillet, uit 1928 en dat eveneens een propagandawerk was. Het boek kreeg hij van Wallez. Bepaalde scènes uit dit werk keren terug in dit Kuifje-album, zoals het voorval met het uitdelen van het brood, de martelruimte en die van de nepfabrieken. Andere gebeurtenissen zijn ontleend aan het boek Rouletabille chez le Tsar van Gaston Leroux uit 1912; de mislukte bomaanslag in de trein en de verhaallijn dat een journalist naar Rusland (wanneer dit album getekend werd de Sovjet-Unie geworden) vertrekt. Ook haalde hij voorvallen uit de films No place like jail met Stan Laurel en Speedy van Harold Lloyd uit 1928, evenals uit de boeken Der Eispeter van Wilhelm Busch uit 1864, Le Général Dourakine van Sophie Rostopchine uit 1863, Cigale en Chine van Paul d'Ivoi uit 1901 en de stripreeks Zig et Puce van Alain Saint-Ogan.
Afgezien van de eenzijdige, politieke boodschap en de gebrekkige research is het verhaal meer een aaneenschakeling van allerlei toevallige gebeurtenissen dan een goed gestructureerd verhaal.
Hergé werkte nog niet met een scenario in de hand. Het verhaal ontstond spelenderwijs gedurende de gehele periode dat het in Le Petit Vingtième werd afgedrukt. Elke week leverde Hergé niet meer dan twee pagina's in, een enkele keer drie. Voor de eerste pagina's maakte hij afzonderlijke tekeningen van 10 bij 10 centimeter, die afgedrukt werden teruggebracht tot 8 bij 8 centimeter. Elke tekening werd uitgeknipt en in drie stroken op een onderliggend papier geplakt. Op deze manier ontstonden de albumpagina's en de ruimte tussen de tekeningen. Om de achtergrond zo nauwgezet en zo vlot mogelijk na te maken, gebruikte hij calqueerpapier. Hij gebruikte een penseel voor het beletteren en inkten van in ieder geval de eerste strippagina. De wenkbrauwen van Kuifje werden niet geïnkt. Een jaar later waren de originele tekeningen 15 bij 15 centimeter groot, maar werden nog steeds op hetzelfde formaat afgedrukt, met als direct resultaat dat de lijnen dunner zijn.
De figuur Kuifje verschilt qua uiterlijk van de latere uitgaven. Hij heeft een ronder hoofd, een grotere neus en is dikker. Hierbij dient wel opgemerkt dat in de verhalen die direct na dit volgden Kuifje aanvankelijk een gelijkaardig uiterlijk had. Die verhalen werden later echter, in tegenstelling tot Kuifje in het land van de Sovjets, allemaal hertekend en kregen een daarbij passende inkleuring. Op de eerste pagina's heeft Kuifje nog niet zijn beroemde kuif. Die verschijnt voor het eerst als hij zich op de weg begeeft in een Mercedes Torpedo en de rijwind de haarlok van de jonge reporter doet krullen. De eerste publicatie van Kuifje met een kuif was op 31 januari 1929 in een uitgave van Le Petit Vingtième. Als reden voor de kuif gaf Hergé dat hij indertijd nog niet goed kon tekenen en de krul diende als herkenningsteken voor de hoofdpersoon van de strip.
Hergé gebruikte hier nog geen gedachteballonnen, maar gewone tekstballonnen. Hierdoor leek het alsof Bobbie tegen zijn baasje sprak. Het door boze Russen in de oorspronkelijke Franse versie gebezigde mille milliards de millions de knouts, ofwel duizend miljard miljoen knoeten, doet denken aan de latere krachttermen van kapitein Haddock.
Volgens Hergé is vooral in de eerste pagina's van het verhaal goed te zien dat de bewegingen en het uiterlijk van Kuifje gebaseerd zijn op die van zijn vijf jaar jongere broer Paul. Op de openingspagina is de persoon met de pijp in de mond Alfred Zwaenepoel, de toenmalige hoofdredacteur van Le Vingtième Siècle, waar Le Petit Vingtième een onderdeel van is. De naam van de Rus Wirchwlof komt van witlof, ook Brussels lof genoemd. Die van de terrorist Boustringovitch is afgeleid van de Brusselse vliegclub Boestringklub en een Russische soep.
Op verzoek van Hergés vroegere docent abbé Joseph Verhoeven werden twee namen ontleend aan diens privéleerlingen. Zo is de vliegenier Rodrobertine vernoemd naar Robert van Oostenrijk-Este, de latere schoonvader van de Belgische prinses Astrid en zoon van de laatste keizer en keizerin van Oostenrijk. De naam van de kozak Lulitzosoff is afgeleid van Roberts broertje Karl Ludwig. Hergé ontmoette de kinderen op 8 mei 1930. Het woord saventhemoff op een petroleumwagen is onder meer ontleend aan de Belgische plaats Zaventem.
Het cyrillisch schrift was afkomstig van graaf Perovsky, die na de Russische revolutie naar West-Europa vluchtte en bij Le Petit Vingtième aan het werk was gegaan.

## Publicaties
De strip werd van 10 januari 1929 tot en met 8 mei 1930 in 69 afleveringen gepubliceerd in Le Petit Vingtième, de jongerenbijlage van de Belgische krant Le Vingtième Siècle. Op 4 januari verscheen in Le Vingtième Siècle een aankondiging met een eerste officiële afbeelding van Kuifje en Bobbie, toen nog alleen Tintin en Milou geheten. Per week verschenen twee pagina's van drie stroken en eenmaal drie pagina's. Vanaf 13 januari 1929 werd de strip wekelijks gepubliceerd in Les Dernières Nouvelles pour tous en in de jaren 1930-1932 in het Franse tijdschrift Cœurs Vaillants.
Om reclame voor de strip te maken, en ook als grap, plaatste Hergé op 1 april 1930 een nepbrief van de Russische staatsveiligheidsdienst GPOe, waarin de medewerkers van Le Petit Vingtième met de dood bedreigd werden als de publicatie werd voortgezet. Op 8 mei 1930, de dag dat de laatste aflevering in Le Petit Vingtième stond, werd Kuifje quasi-echt van het treinstation afgehaald. De krant had daarvoor twee weken eerder een oproep in de jeugdbijlage gezet. Een Brusselse padvinder, Lucien Bemelmans, werd verkleed als Kuifje in Leuven op de trein naar Brussel gezet. In triomftocht werd Bemelmans in een cabriolet naar het hoofdkantoor van Le Petit Vingtième gereden. Eenzelfde intocht is in de strip terug te vinden.
In augustus 1930 kwam het eerste Franstalige album uit. De prijs in België bedroeg twintig Belgische frank. Eén pagina was per ongeluk overgeslagen, waardoor het album 138 pagina's bevatte, alsnog het dikste van de hele latere serie. De eerste druk zou uit 10.000 exemplaren hebben bestaan en de eerste vijfhonderd albums werden genummerd. De druk was in een jaar uitverkocht. De meeste albums werden in België verkocht, de verkoop in Frankrijk was miniem. De winst werd gelijkelijk verdeeld tussen Hergé en abbé Wallez.
Hergé wenste in de jaren erna het album niet in kleur uit te geven, noch een herdruk in zwart-wit. Hij vond de verhaallijn slecht, evenals de tekeningen. Het verhaal herschrijven zou te veel tijd in beslag nemen en hij had er ook geen inspiratie voor. In de jaren zestig kwamen piratenedities op de markt, zelfs in kleur. In 1969 verscheen een genummerde herdruk van vijfhonderd exemplaren, opnieuw met de ontbrekende pagina. Uitgever was Studios Hergé. De uitgave, met een grijze kartonnen kaft, kwam niet in de verkoop. Hergé schonk de afzonderlijke albums onder meer aan de Belgische koninklijke familie, de Franse president Georges Pompidou, de Franse schrijver en minister van cultuur André Malraux en aan de Franse premier Jacques Chaban-Delmas. Najaar 1973 kwam er - om dan toch de piratenedities een hak te zetten - een voor het publiek bestemde herdruk uit, zij het in de nieuwe "Archives Hergé"-reeks, met in hetzelfde album ook de verhalen Totor, patrouilleleider van de meikevers, Kuifje in Afrika en Kuifje in Amerika. Deze keer was de druk compleet. De eerste Nederlandstalige versie verscheen in 1975 in albumvorm. In 1988 verscheen een Nederlandstalige facsimile-uitgave van het oorspronkelijk verhaal, inclusief de destijds ontbrekende pagina, De avonturen van Kuifje, reporter van de Petit "Vingtième", in het land van de Sovjets. Sinds de herdruk in 1999 wordt het album meegerekend als een volwaardig deel van de reeks, maar in deze reguliere herdrukken ontbreekt ook net als bij de eerste Franstalige druk één pagina. In 2006 volgde van deze uitgave een herdruk in A5-formaat met gebonden uitvoering. Op 11 januari 2017 werd Kuifje in het land van de Sovjets voor het eerst officieel uitgegeven in vierkleurendruk. De vakken werden ingekleurd met Technicolor. Echter ontbreekt wederom één pagina van het originele verhaal. De uit 1930 daterende voorplaat van een staande Kuifje in Russische klederdracht met Bobbie aan zijn zijde en op de achtergrond een Russisch-orthodoxe kerk werd daarbij vervangen door een snelrijdende auto met Kuifje achter het stuur. In januari 2017 werd de intocht van Kuifje uit 1930 herhaald ter promotie van de eerste officiële kleurenuitgave. Een acteur verkleed als Kuifje kwam aan in station Brussel-Centraal en werd in een Amilcar richting Grote Markt gereden, waar mensen verkleed als een van de personages of in aanwezigheid van een hondje hem stonden op te wachten.

## Veilingen
Een origineel zwart-witexemplaar van het album uit 1930 werd op 7 maart 2010 tijdens een stripveiling in Elsene geveild voor € 28.800.
Eind april 2012 werd een exemplaar van deze strip door het veilinghuis Banque Dessinée verkocht voor € 37.820. Op 8 juni 2019 verkocht het veilinghuis Heritage Auctions in Dallas een originele tekening die op 13 februari 1930 gebruikt was voor een omslag van Le Petit Vingtième voor $ 1.125.000 (bijna 1 miljoen euro), inclusief de veilingkosten.